# Lamyropsis microcephala
Il cardo microcefalo (Lamyropsis microcephala (Moris) Dittrich & Greuter, 1972) è una specie di pianta angiosperma dicotiledone erbacea perenne appartenente alla famiglia delle Asteraceae, endemica della Sardegna.

## Descrizione

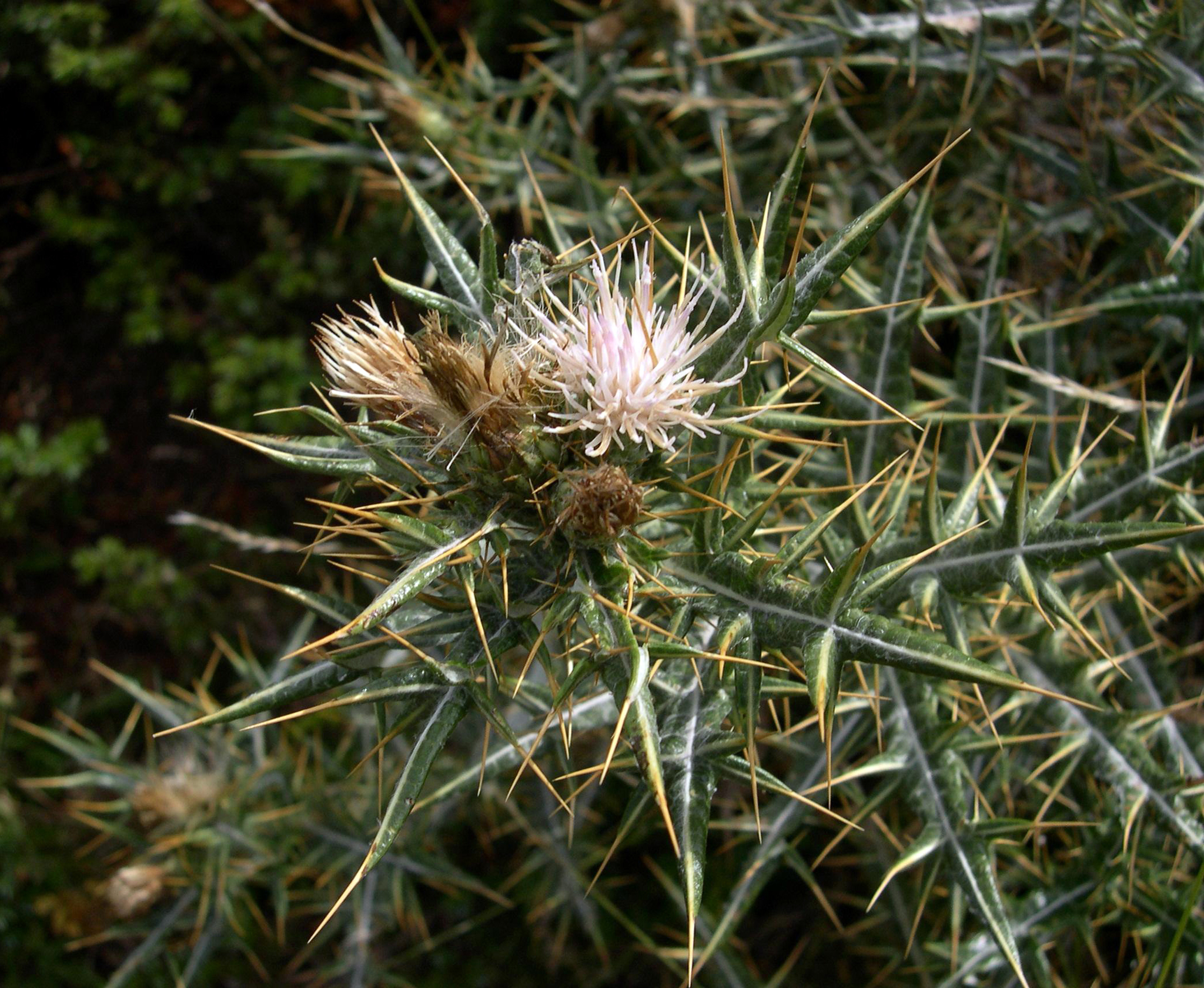
I fiori

Lamyropsis microcephala è una pianta erbacea di tipo monocarpico; in particolare la forma biologica è emicriptofita scaposa ("H scap"), ossia in generale sono piante erbacee, a ciclo biologico perenne, con gemme svernanti al livello del suolo e protette dalla lettiera o dalla neve e sono dotate di un asse fiorale eretto e spesso privo di foglie. Nelle radici sono sempre presenti dei condotti resinosi, meno frequenti nelle parti aeree; mentre solamente nelle parti aeree sono presenti delle cellule latticifere. Il fusto si presenta lignificato alla base, scanalato per tutta la sua lunghezza e densamente grigio-tomentoso. Può raggiungere un'altezza compresa tra i 30 e gli 80 centimetri. La radice è caratterizzata da un rizoma che raggruppa un certo numero di individui diversi, facilitando la diffusione della specie e, allo stesso modo, rendendo difficile la stima del numero totale di individui presenti.
Le foglie sono picciolate (quelle basali) e sessili (quelle cauline); le foglie possono essere decorrenti lungo il fusto e spesso quelle basali formano delle rosette. Lungo il caule sono disposte in modo alterno. Le foglie sono strette e lanceolate, più o meno coriacee, con margini grossolanamete dentati e dotate di robuste spine di colore giallo dorato. La parte inferiore assume una colorazione bianca (è bianco-fioccoso) mentre la parte superiore è glabrescente di colore verde scuro. Dimensione delle foglie: larghezza 1 – 2 cm; lunghezza 5 – 9 cm. Lunghezza delle spine: 1 - 1,8 mm.
Le infiorescenze (composte da capolini e avvolti dalle foglie superiori - i capolini sono lungamente superati dalle foglie) sono scapose o di tipo corimboso. I capolini, discoidi e omogami, sono formati da un involucro a forma campanulata composto da brattee (o squame) disposte su più serie all'interno delle quali un ricettacolo fa da base ai fiori. Le squame dell'involucro, di tipo fogliaceo e glabre, sono disposte in modo embricato e scalato; in genere all'apice sono spinose (quelle più interne possiedono delle appendici rudimentali) con corte appendici membranose. Il ricettacolo, provvisto di pagliette a protezione della base dei fiori, può essere rivestito di pula (come il chicco del grano o del riso), oppure può essere setoloso, raramente è nudo (senza pagliette). Diametro dell'involucro: 1 - 1,5 cm.
I fiori in genere sono tubulosi (del tipo actinomorfi), e sono tetra-ciclici (ossia sono presenti 4 verticilli: calice – corolla – androceo – gineceo) e pentameri (ogni verticillo ha 5 elementi). I fiori sono inoltre ermafroditi e fertili. Molto raramente sono presenti dei fiori periferici radiati e sterili.
- Formula fiorale:

- /x K {\displaystyle \infty }, [C (5), A (5)], G 2 (infero), achenio

- Calice: i sepali del calice sono ridotti ad una coroncina di squame.
- Corolla: la corolla è colorata di rosso ed è formata da un tubo terminante in 5 lobi.
- Androceo: gli stami sono 5 con filamenti liberi, papillosi o raramente glabri e distinti, mentre le antere sono saldate in un manicotto (o tubo) circondante lo stilo.[13] Le antere in genere hanno una forma sagittata con base caudata (le appendici basali sono molto lunghe, filiformi con due strette divisioni). Il polline normalmente è tricolporato a forma sferica o schiacciata ai poli.
- Gineceo: lo stilo è filiforme con due stigmi divergenti. L'ovario è infero uniloculare formato da 2 carpelli. L'ovulo è unico e anatropo. I nettario è formato da 5 lobi.
- Fioritura: da giugno a luglio.

Il frutto è un achenio con un pappo. Le forme dell'achenio sono oblunghe, solcate e compresse lateralmente, con areole a inserzione diritta o laterale-abassiale; un liscio anello è presente apicalmente. Il pericarpo dell'achenio possiede delle sclerificazioni radiali spesso provviste di protuberanze. Il pappo è inserito su una piastra apicale cilindrica all'interno di una anello di tessuto parenchimatico. Le setole del pappo (ossia peli piumosi) sono disposte su una o più serie e sono decidue come un pezzo unico e si presentano piumose. Lunghezza del pappo: 12 – 13 mm.

## Biologia
- Impollinazione: l'impollinazione avviene tramite insetti (impollinazione entomogama tramite farfalle diurne e notturne).
- Riproduzione: la fecondazione avviene fondamentalmente tramite l'impollinazione dei fiori (vedi sopra).
- Dispersione: i semi (gli acheni) cadendo a terra sono successivamente dispersi soprattutto da insetti tipo formiche (disseminazione mirmecoria). In questo tipo di piante avviene anche un altro tipo di dispersione: zoocoria. Infatti gli uncini delle brattee dell'involucro si agganciano ai peli degli animali di passaggio disperdendo così anche su lunghe distanze i semi della pianta.

## Distribuzione e habitat
- Geoelemento: il tipo corologico (area di origine) è Endemismo (è una specie endemica della Sardegna).
- Distribuzione: vegeta sulle pendici del Bruncu Spina, nel massiccio del Gennargentu, in un areale stimato di circa 100 m2 (è una specie rarissima).
- Habitat: questa pianta colonizza le rocce silicee erose.
- Distribuzione altitudinale: sui rilievi, in Italia, queste piante si possono trovare ad una altitudine compresa tra 1.500 e 1.700 m s.l.m..
- Fitosociologia: in genere si trova insieme ad altri piccoli arbusti spinosi emisferici e ad una vegetazione steppica[2]; le stazioni preferite sono quelle esposte e le creste ventose spesso in habitat pioniero.[10]

## Conservazione
Fattori di rischio per l'esistenza della specie sono rappresentati dalla perdita dell'habitat naturale, dovuta l'eccessiva pressione umana per via della presenza di una stazione sciistica nei pressi del sito in cui vegeta la pianta, la ridotta capacità germinativa del seme, il pascolo da parte dei cinghiali, le frane e l'erosione del suolo.
È considerata una specie in pericolo critico di estinzione ed è stata inserita dalla IUCN nella lista delle 50 specie botaniche più minacciate della area mediterranea.
A livello nazionale non è prevista alcuna azione di tutela mentre un progetto di legge regionale che ne vietava la raccolta (così come di altre specie vegetali a rischio) fu proposto, ma non approvato, da alcuni componenti del consiglio regionale della Sardegna nel 2006. A livello internazionale la specie è inclusa nell'appendice I della Convenzione di Berna. È inoltre considerata una specie prioritaria inserita negli allegati II e IV della direttiva Habitat dell'Unione europea.

## Tassonomia
La famiglia di appartenenza di questa voce (Asteraceae o Compositae, nomen conservandum) probabilmente originaria del Sud America, è la più numerosa del mondo vegetale, comprende oltre 23.000 specie distribuite su 1.535 generi, oppure 22.750 specie e 1.530 generi secondo altre fonti (una delle checklist più aggiornata elenca fino a 1.679 generi). La famiglia attualmente (2021) è divisa in 16 sottofamiglie.

### Filogenesi
La tribù Cardueae è suddivisa in 12 sottotribù (la sottotribù Carduinae con 10 generi è una di queste). Il genere di questa voce solo recentemente è stato inserito nel gruppo tassonomico della sottotribù Carduinae. In precedenza provvisoriamente era inserito nel gruppo tassonomico informale "Cynara Group". La posizione filogenetica di questo genere nell'ambito della sottotribù, è abbastanza centrale vicina al genere Galactites. Il genere Lamyropsis elenca 6 specie con una distribuzione asiatica occidentale, una delle quali è presente spontaneamente sul territorio italiano.
Il numero cromosomico per L. microcephala è: 2n = 26.